# Lilioceris
Genre
Lilioceris est un genre d'insectes coléoptères de la famille des Chrysomelidae, de la sous-famille des Criocerinae.

## Espèces rencontrées en Europe
- Lilioceris faldermanni (Guérin-Méneville, 1829).
- Lilioceris lilii (Scopoli, 1763)
- Lilioceris merdigera (Linnaeus, 1758)
- Lilioceris schneideri (Weise, 1900)
- Lilioceris tibialis (Villa, 1838)

## Liste d'espèces
Selon Animal Diversity Web (22 juin 2021) :
- Lilioceris lilii

Selon ITIS (22 juin 2021) :
- espèce Lilioceris lilii (Scopoli, 1763) appartenant au sous-genre Lilioceris (Lilioceris) Reitter, 1912

Selon NCBI (22 juin 2021) :
- Lilioceris cheni
- Lilioceris egena
- Lilioceris impressa
- Lilioceris lewisi
- Lilioceris lilii
- Lilioceris merdigera
- Lilioceris rugata
- Lilioceris schneideri
- Lilioceris subpolita
- Lilioceris tibialis
- Lilioceris yunnana